# Обстріли Сміли (з 2022)
Обстріли Сміли – це низка ракетних ударів по місту Сміла в Черкаській області, здійснених під час широкомасштабного вторгнення Росії в Україну з 2022 року.

## 2022

### 24 лютого
У військовій частині було завдано ракетного удару по військовій частині в Смілі в районі Загребля, як повідомив міський голова Сергій Ананко «Всі живі, немає поранених та жертв».
Один з очевидців розповів, що чув два вибухи з інтервалом у 10 секунд.

## 2023

### 15 серпня
Ракетами обстріляно місто Сміла на Черкащині. Окупанти обстріляли підприємства з виготовлення кераміки і лікарню, також було обстріляно та пошкоджено мережі водо- та теплопостачання в місті через це 12 тис. споживачів залишились без води. Обійшлося без постраждалих та загиблих.
Про це повідомив голова Черкаської ОВА Ігор Табурець у своєму телеграм-каналі.

### 29 грудня

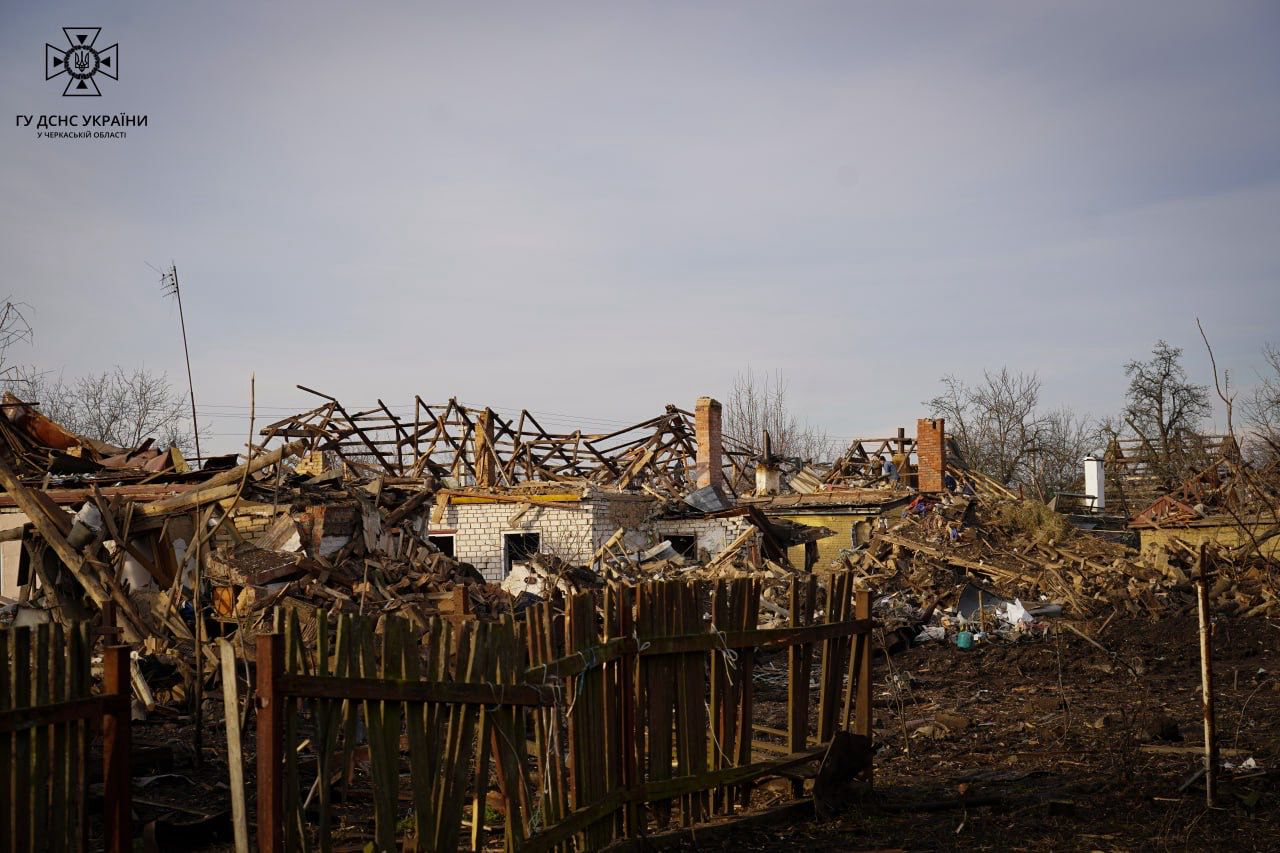
Зруйновані будинки в Смілі

Під час масованого ракетного обстрілу України Сміла зазнала масштабного ракетного удару з боку росіян під час обстрілу було пошкоджено 51 будинок (з них 4 зруйновані та 10 не підлягають ремонту) відомо про дев'ятьох поранених (серед них 1 дитина) та жінка 61 років загинула згодом у лікарні. Про це повідомив голова Черкаської ОВА Ігор Табурець у своєму-телеграм каналі.